# پائولین همیل
پائولین همیل (انگلیسی: Pauline Hamill؛ زادهٔ ۱۸ دسامبر ۱۹۷۱) بازیکن فوتبال اهل بریتانیا است.
از باشگاه‌هایی که در آن بازی کرده‌است می‌توان به باشگاه فوتبال دونکستر راورز، باشگاه فوتبال بلکبرن روورز، باشگاه فوتبال هیبرنین، باشگاه فوتبال سلتیک، باشگاه فوتبال کیلمارنوک، و باشگاه ورزشی وستمانایا اشاره کرد.
وی همچنین در تیم ملی فوتبال زنان اسکاتلند بازی کرده‌است.